# Parafia Świętych Apostołów Piotra i Pawła w Jaworowie
Parafia Świętych Apostołów Piotra i Pawła w Jaworowie − parafia rzymskokatolicka znajdująca się w archidiecezji lwowskiej w dekanacie Gródek.